# کو چیائو لین
کو چیائو لین (انگلیسی: Ko Chiao-lin؛ زادهٔ ۱۴ سپتامبر ۱۹۷۳) بازیکن فوتبال اهل چین است.
وی همچنین در تیم ملی فوتبال زنان تایوان بازی کرده‌است.